# Resolutie 1033 Veiligheidsraad Verenigde Naties
Resolutie 1033 van de Veiligheidsraad van de Verenigde Naties werd unaniem door de VN-Veiligheidsraad goedgekeurd op 19 december 1995.

## Achtergrond
Begin jaren 70 ontstond een conflict tussen Spanje, Marokko, Mauritanië en de Westelijke
Sahara zelf over de Westelijke Sahara, een gebied dat tot dan toe in Spaanse handen was. Marokko legitimeerde zijn aanspraak op
basis van historische banden met het gebied. Nadat Spanje het gebied opgaf bezette Marokko er twee derde van. Het
land is nog steeds in conflict met Polisario dat met steun van Algerije de onafhankelijkheid
blijft nastreven. Begin jaren 90 kwam een plan op tafel om de bevolking van de Westelijke Sahara
via een volksraadpleging zelf te laten beslissen over de toekomst van het land. Het was de taak van de VN-missie
MINURSO om dat referendum
op poten te zetten. Het plan strandde later echter door aanhoudende onenigheid tussen de beide partijen waardoor
ook de missie nog steeds ter plaatse is.

## Inhoud

### Waarnemingen
De Veiligheidsraad had van de secretaris-generaal het in resolutie 1017 gevraagde rapport ontvangen. De secretaris-generaal had voorstellen
gedaan om het identificatieproces van personen die zich inschreven voor stemrecht voor de volksraadpleging te regelen. Zowel Marokko (in paragraaf °10) als Polisario (in paragraaf °11) wezen die af. De identificatiecommissie kon haar werk enkel doen als beide partijen vertrouwden op haar oordelen en integriteit.

### Handelingen
De geplande volksraadpleging voor zelfbeschikking in de Westelijke Sahara moest
doorgaan. De secretaris-generaal wilde zijn consultaties met de partijen opdrijven om tot een akkoord te komen
over een plan om de onenigheden over het identificatieproces op te lossen. Hem werd gevraagd daarover spoedig
te rapporteren en opties voor te stellen in geval geen akkoord werd bereikt, waaronder de terugtrekking van de
MINURSO-missie. Tot slot
werden beide partijen opgeroepen mee te werken aan het VN-plan voor de Westelijke Sahara.

## Verwante resoluties
- Resolutie 1002 Veiligheidsraad Verenigde Naties
- Resolutie 1017 Veiligheidsraad Verenigde Naties
- Resolutie 1042 Veiligheidsraad Verenigde Naties (1996)
- Resolutie 1056 Veiligheidsraad Verenigde Naties (1996)

Lijst ·  970 ·  971 ·  972 ·  973 ·  974 ·  975 ·  976 ·  977 ·  978 ·  979 ·  980 ·  981 ·  982 ·  983 ·  984 ·  985 ·  986 ·  987 ·  988 ·  989 ·  990 ·  991 ·  992 ·  993 ·  994 ·  995 ·  996 ·  997 ·  998 ·  999 ·  1000 ·  1001 ·  1002 ·  1003 ·  1004 ·  1005 ·  1006 ·  1007 ·  1008 ·  1009 ·  1010 ·  1011 ·  1012 ·  1013 ·  1014 ·  1015 ·  1016 ·  1017 ·  1018 ·  1019 ·  1020 ·  1021 ·  1022 ·  1023 ·  1024 ·  1025 ·  1026 ·  1027 ·  1028 ·  1029 ·  1030 ·  1031 ·  1032 ·  1033 ·  1034 ·  1035